# Grégoire Saucy

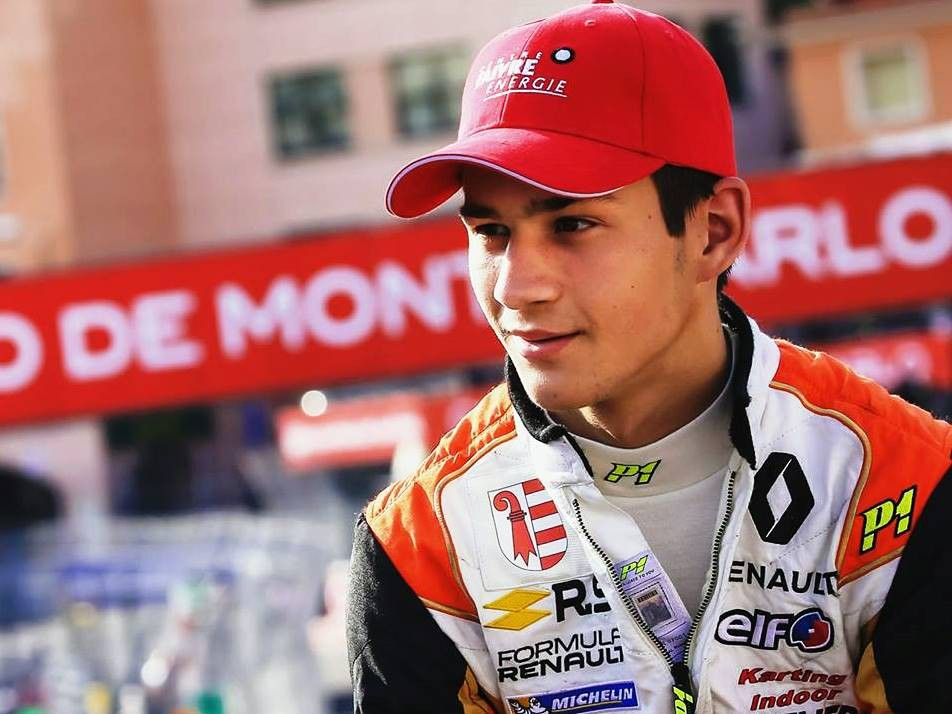
Grégoire Saucy 2021

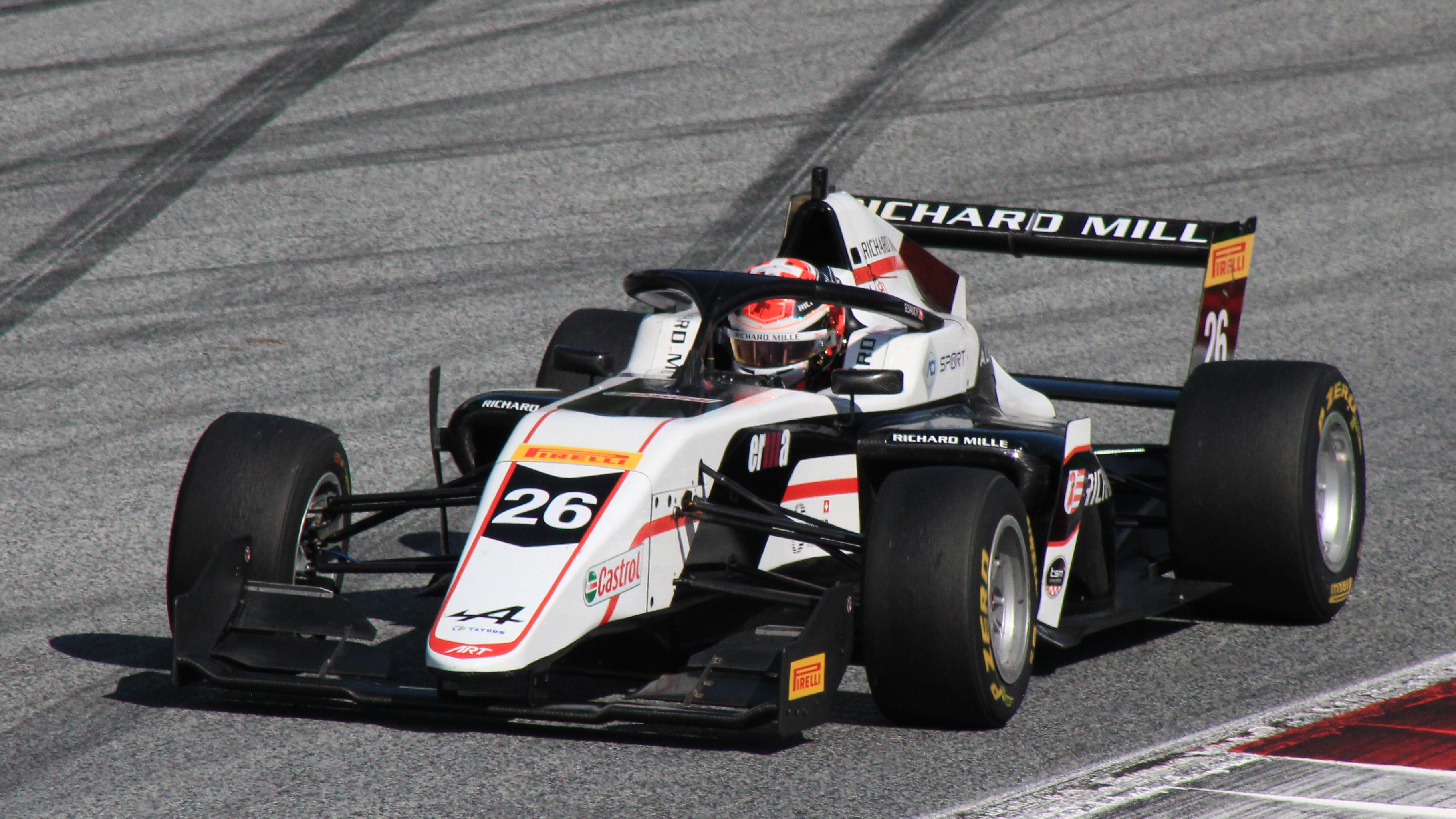
Grégoire Saucy in Spielberg 2021

Grégoire Saucy (* 26. Dezember 1999 in Bassecourt, Schweiz) ist ein Schweizer Automobilrennfahrer. Er ist der Sieger der Formula Regional European Championship 2021 und fuhr 2022 und 2023 in der FIA-Formel-3-Meisterschaft. Aktuell fährt er in der FIA-Langstrecken-Weltmeisterschaft.

## Leben
Grégoire Saucy wurde am 26. Dezember 1999 in Bassecourt, einem Dorf im Kanton Jura, im französischen Teil der Schweiz, geboren. Er begann bereits im Alter von drei Jahren mit dem Kartsport in seiner Heimat. Er erhielt bereits mit sieben Jahren seine Lizenz, um an Kartrennen teilnehmen zu dürfen, wodurch er zum jüngsten Lizenzträger der Schweiz wurde. Jedoch entschloss sich Saucy, erst im Alter von 16 Jahren mit dem Formelsport zu beginnen.
Grégoire Saucy spricht Französisch und Englisch.
Die Schweizerische Luxusuhrenmarke Richard Mille ist ein wichtiger Sponsor von Saucy.

## Formelkarriere

### V de V Challenge Monoplace
Saucys erstes Jahr im Einsitzer war 2016, als er für das luxemburgische Team RC Formula in der V de V Challenge Monoplace fuhr. Die 3 Podiumsplätze, die Saucy auf seinem Weg zu Platz 4 in der Meisterschaft erreichte, waren allesamt zweite Plätze in den drei Rennen auf dem Circuit de Nevers Magny-Cours.

### ADAC Formel 4
Saucy fuhr in der 2018 seine erste Saison in der Deutschen Formel-4-Meisterschaft, wo er wie im Jahr zuvor in der italienischen F4-Meisterschaft als Gastfahrer für Jenzer Motorsport antrat. In den beiden Rennen, die er bestritt, belegte er die Plätze 11 und 5. In der 2019 fuhr er für R-ace GP, wo er zweimal auf dem Podium landete. Saucy beendete die Saison auf Platz 9, 28 Punkte hinter seinem russischen Teamkollegen Michael Below.

### Italienische Formel 4
Jenzer Motorsport nahm Saucy unter Vertrag, um für sie als Gastfahrer in der Italienische Formel-4-Meisterschaft 2017 zu fahren. In den 6 Rennen, an denen er teilnahm, fuhr Saucy zweimal in die Punkteränge, beide auf dem Mugello Circuit. In der Italienische Formel-4-Meisterschaft 2018 fuhr Saucy wieder für Jenzer bis zum letzten Rennen der Saison, als er zum französischen Team R-ace GP wechselte. Sein bestes Ergebnis war Platz 5, während er in Lauf 3 in Monza auch eine Doppel-Pole-Position erzielte. Nach dem letzten Rennen 2018 fuhr Saucy für R-ace GP in der Italienische Formel-4-Meisterschaft 2019, wo er die Saison auf dem 15. Platz beendete, obwohl er nur an 3 Rennen teilnahm.

### Formel Renault Eurocup
Saucys erstes Jahr in der Formel Renault war 2017, als er für AVF by Adrian Valles antrat. 2019 fuhr Saucy die letzten beiden Läufe des Formel Renault Eurocups für R-ace GP, wo er auf Anhieb 5. wurde. In den letzten 3 Rennen wurde er 12.
2020 startete Saucy für ART Grand Prix an der Seite von Paul Aron und Victor Martins, wo er den siebten Platz in der Gesamtwertung belegte, nachdem er zweimal auf dem Podium gestanden hatte.

### Formula Regional European Championship

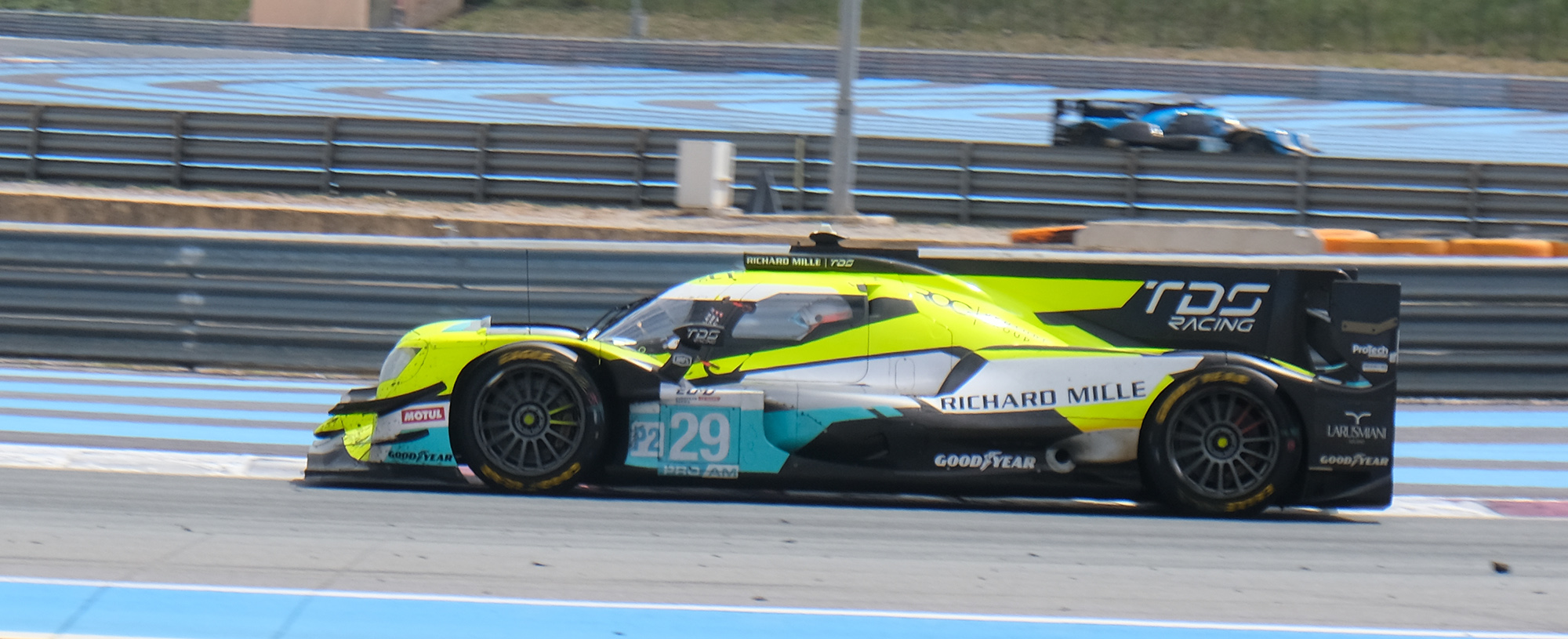
Grégoire Saucy in einem Oreca 07 (LMP2 Pro/Am) bei den 4 Stunden von Le Castellet.

Für die Formula Regional European Championship 2021 blieb Saucy bei ART Grand Prix und trat in der Formula Regional European Championship von Alpine an, dem Zusammenschluss des Formel Renault Eurocup und der Formel-Regional-Europameisterschaft. Er gewann in dem Jahr den Titel 68 Punkten Vorsprung vor Hadrien David. Er holte sich in dem Jahr 8 Siege, 10 Punkte, 277 Punkte und war in allen außer 4 Rennen in den Punkten.

### FiA Formel-3-Meisterschaft

#### 2022
Nachdem Saucy an den Tests nach der Saison teilgenommen hatte, wurde er ein paar Tage später als Fahrer für das ART Grand Prix Team für die Formel 3 Meisterschaft 2022 Team angekündigt. Bei seinem ersten Lauf auf dem Bahrain International Circuit beendete er das Hauptrennen auf dem dritten Platz und holte sein erstes Podium in der Formel 3. Seine Saison verlief durchwachsen, Saucy beendete seine Saison am Ende auf dem 15. Platz mit 30 Punkte.

#### 2023
Er wurde 2023 ebenfalls als Fahrer für das ART Grand Prix Team angekündigt. Das Jahr verlief für Saucy erneut durchwachsen, er beendete die Saison, wie auch schon letztes Jahr auf Platz 15, dieses Mal aber mit 54 Punkten. Er holte in der Saison 2 Podien, einen zweiten Platz in Melbourne und einen dritten Platz in Monte Carlo.
Saucy nahm zudem an einem Test nach der Saison für MP Motorsport teil.

## Sportwagen-Karriere

### 2024
Nach zwei durchwachsenen Jahren in der Formel 3, wurde Grégoire Saucy von United Autosports für die WEC-Saison 2024 unter Vertrag genommen. Dabei fuhr er mit dem Brasilianer Nicolas Costa und dem Briten James Cottingham auf einem McLaren 720S GT3 Evo in der LMGT3-Klasse, die in dem Jahr neu eingeführt wurde und die GTE-Klasse ersetzte.
Seine Rookiesaison verlief recht solide. In den ersten zwei Rennen in Lusail und Imola konnte United Autosports nicht in die Top 10 eindringen. Jedoch gelang dem Team in der restlichen Saison dreimal der vierte Platz, woraufhin man die Saison auf Platz 9 mit 52 Punkten in der LMGT3-Klasse abschließen konnte. Bei den sechs Stunden von Spa hätte man durchaus das Rennen in der LMGT3-Klasse zu gewinnen, doch durch eine unglückliche rote Flagge konnte man das Rennen nur auf Platz 4 beenden. In einem Interview mit der französischsprachigen Schweizer Zeitung „Le Quotidien Jurassien“ nach der Saison behauptete Saucy, dass sein größtes Highlight seine ersten 24 Stunden von Le Mans waren, auch wenn man aufgrund eines Getriebeschadens nicht die Zielflagge sehen konnte.
Parallel zu seinem Engagement in der WEC fuhr Saucy in der European Le Mans Series in der LMP2 Pro/Am-Kategorie für Richard Mille by TDS. Dabei teilte er sich mit seinen Landsmann Mathias Beche und dem Amerikaner Rodrigo Sales ein Auto. Die Saison verlief sehr positiv für Saucy, man hatte nach zwei Siegen in Le Castellet und Mugello bis zum letzten Rennen die Chance auf den Titel in der Kategorie. Nach einem fünften Platz beim Saisonfinale in Portimao beendete man die Saison auf Platz 4, jedoch nur vier Punkte hinter den Gewinnern der LMP2 Pro/Am-Kategorie, dem Team AF Corse.
Zudem wurde Grégoire Saucy von McLaren zu einem Formel-E-Test in Berlin eingeladen. Saucy beendete den Test mit sieben Zehntelsekunden Rückstand auf Platz 16.

### 2025
Am 22. November 2024 wurde bekanntgegeben, dass Grégoire Saucy auch im kommenden Jahr erneut für United Autosports auf einem McLaren 720S GT3 fahren wird.

## Statistik

### Le-Mans-Ergebnisse
| Jahr | Team              | Fahrzeug             | Teamkollege    | Teamkollege      | Platzierung     | Ausfallgrund |
| ---- | ----------------- | -------------------- | -------------- | ---------------- | --------------- | ------------ |
| 2024 | United Autosports | McLaren 720S GT3 Evo | Nicolas Costa  | James Cottingham | Ausfall         | Motorschaden |
| 2025 | United Autosports | McLaren 720S GT3 Evo | Sébastien Baud | James Cottingham | nicht klassiert |              |

### Einzelergebnisse in der FIA-Langstrecken-Weltmeisterschaft
| Saison | Team              | Rennwagen        | 1   | 2   | 3   | 4   | 5   | 6   | 7   | 8   |
| ------ | ----------------- | ---------------- | --- | --- | --- | --- | --- | --- | --- | --- |
| 2024   | United Autosports | McLaren 720S GT3 | KAT | IMO | SPA | LEM | SAO | AUS | FUJ | BAH |
| 2024   | United Autosports | McLaren 720S GT3 | 29  | 28  | 20  | DNF | 22  | 19  | 20  | 20  |
| 2025   | United Autosports | McLaren 720S GT3 | KAT | IMO | SPA | LEM | SAO | AUS | FUJ | BAH |
| 2025   | United Autosports | McLaren 720S GT3 | 19  | 32  | 29  | DNF | 25  |     |     |     |